# Liste der Museen im Landkreis München
Die Liste der Museen im Landkreis München gibt einen Überblick über aktuelle und ehemalige Museen im Landkreis München in Bayern.

## Aktuelle Museen
| Gemeinde              | Name                                                                 | Kurzbeschreibung | gegründet/ eröffnet | Träger                                                 | Standort                                    | Bild           | Link |
| --------------------- | -------------------------------------------------------------------- | --- | ------------------- | ------------------------------------------------------ | ------------------------------------------- | -------------- | ---- |
| Aschheim              | AschheiMuseum                                                        | Das Museum erläutert anhand von archäologischen Funden, Karten und Modellen die 4500-jährige Siedlungsgeschichte auf dem Gemeindegebiet. | 1987                | Gemeinde Aschheim                                      | Kulturelles Gebäude Aschheim                |                |      |
| Aying                 | Heimathaus Sixthof                                                   | Das denkmalgeschützte Bauernhaus ist nach historischem Vorbild eingerichtet und beherbergt eine Sammlung bäuerlicher Geräte. | 1978                | Brauerei Aying                                         | !547.9707775511.7795135 47.970777 11.779513 | weitere Bilder |      |
| Baierbrunn            | Baierbrunner Hoamatstubn                                             | Im restaurierten Bauernhaus befinden sich bäuerliche Einrichtungsgegenstände, traditionelles Kunsthandwerk und Fotos der Vereinsgeschichte. |                     | Gebirgstrachtenverein „Georgenstoana“ Baierbrunn e. V. | Beim Jäger                                  |                |      |
| Grünwald              | Burgmuseum Grünwald                                                  | Das Zweigmuseum der Archäologischen Staatssammlung München erläutert die Geschichte der Burg Grünwald seit dem 10. Jahrhundert. Die Ausstellung Burgen in Bayern befasst sich mit Burgenbau, Burgtypen und deren Nutzung als Wehrbau, Herrschaftssitz und im Alltag. | 1979                | Freistaat Bayern                                       | Burg Grünwald                               | weitere Bilder |      |
| Haar                  | Haus der Donauschwaben                                               | Das Museum zeigt Exponate zur Geschichte der Donauschwaben von der Ansiedlung im 18. Jahrhundert bis zur Flucht und Vertreibung nach dem Zweiten Weltkrieg. | 1998                | Landsmannschaft der Donauschwaben                      | Kulturzentrum Haus der Donauschwaben        |                |      |
| Haar                  | Psychiatrie-Museum                                                   | Die Ausstellung im ehemaligen Direktoren-Wohnhaus zeigt Dokumente, Fotos und Exponate zur Geschichte des Krankenhauses und der Psychiatrie sowie zur Unterbringung und Behandlung der Patienten.                                                                     | 2005                | Bezirk Oberbayern                                      | Isar-Amper-Klinikum München-Ost             | weitere Bilder |      |
| Ismaning              | Kallmann-Museum                                                      | Das Museum in einem Nachbau der klassizistischen Orangerie zeigt Werke des Malers Hans Jürgen Kallmann und Ausstellungen moderner und zeitgenössischer Kunst. | 16. Juli 1992       | Prof. Hans Jürgen Kallmann-Stiftung                    | Schlosspark Ismaning                        | weitere Bilder |      |
| Ismaning              | Schlossmuseum Ismaning                                               | Das Museum führt durch die Geschichte des Schlosses Ismaning und seiner Bewohner im 19. Jahrhundert. Modelle und Exponate veranschaulichen die Entwicklung der Gemeinde seit Beginn des 20. Jahrhunderts.                                                            | 1986                | Gemeinde Ismaning                                      | Gärtnerhaus des Schlosses                   | weitere Bilder |      |
| Kirchheim bei München | Bajuwarenhof Kirchheim                                               | Auf Grundlage archäologischer Befunde aus der Region entsteht die Rekonstruktion eines landwirtschaftlichen Gehöfts des 6. bis 8. Jahrhunderts. Auf einem Versuchsfeld werden alte Getreidesorten und Nutzpflanzen angebaut.                                         | 2003                | Gemeinde Kirchheim b. München                          | Heimstetten                                 | weitere Bilder |      |
| Neubiberg             | Apothekarium Neubiberg                                               | Das Museum in der ehemaligen Hubertus-Apotheke zeigt deren Offizin, pharmazeutische Gefäße, historische Arbeitsgeräte und Kunstobjekte. Es finden Veranstaltungen statt.                                                                                             | 2022                | Privat                                                 | !548.0747355511.6669035 48.074735 11.666903 | weitere Bilder |      |
| Oberschleißheim       | Das Gottesjahr und seine Feste Ökumenische Sammlung Gertrud Weinhold | Das Zweigmuseum des Bayerischen Nationalmuseums im Alten Schloss Schleißheim zeigt über 6000 Zeugnisse religiöser Fest- und Alltagskultur aus der Sammlung Gertrud Weinhold.                                                                                         | 9. Juli 1986        | Freistaat Bayern                                       | Schlossanlage Schleißheim                   |                |      |
| Oberschleißheim       | Es war ein Land … Sammlung zur Landeskunde Ost- und Westpreußens     | Das Zweigmuseum des Bayerischen Nationalmuseums im Alten Schloss Schleißheim befasst sich mit der Geschichte, Landeskunde und Kultur Ost- und Westpreußens. | 1991                | Freistaat Bayern                                       | Schlossanlage Schleißheim                   |                |      |
| Oberschleißheim       | Flugwerft Schleißheim                                                | Im Zweigmuseen des Deutschen Museums München sind zivile und militärische Flugzeuge und Hubschrauber sowie Flugantriebe und Raketen zu sehen. Die Ausstellung im ehemaligen Kommandanturgebäude erinnert an die Geschichte des Flugplatzes und der Flugwerft.        | 12. Sep. 1992       | Anstalt des öffentlichen Rechts                        | Flugplatz Schleißheim                       | weitere Bilder |      |
| Oberschleißheim       | Haus der Ost- und Westpreußen                                        | Die Sammlung umfasst zahlreiche Kulturgüter aus Ost- und Westpreußen, von denen ein Teil im Alten Schloss Schleißheim ausgestellt ist. |                     | Ost- und Westpreußenstiftung in Bayern e. V.           | !548.2397785511.5501125 48.239778 11.550112 | weitere Bilder |      |
| Oberschleißheim       | Meißener Porzellan-Sammlung Stiftung Ernst Schneider                 | Das Zweigmuseum des Bayerischen Nationalmuseums im Schloss Lustheim zeigt über 2000 Meißener Porzellane aus dem 18. Jahrhundert. | 29. Juni 1971       | Freistaat Bayern                                       | Schlossanlage Schleißheim                   | weitere Bilder |      |
| Oberschleißheim       | Staatsgalerie im Neuen Schloss Schleißheim                           | Die Zweiggalerie der Bayerischen Staatsgemäldesammlungen im Neuen Schloss Schleißheim beherbergt eine Sammlung der europäischen Barockmalerei. |                     | Freistaat Bayern                                       | Schlossanlage Schleißheim                   | weitere Bilder |      |
| Ottobrunn             | Otto-König-von-Griechenland-Museum                                   | Das Museum erinnert an das Leben und Wirken des Ottobrunner Namenspatrons, Prinz Otto von Wittelsbach, im Königreich Griechenland. | Dez. 1989           | Gemeinde Ottobrunn                                     | Rathaus Ottobrunn                           | weitere Bilder |      |
| Planegg               | Deutsches Skimuseum                                                  | Das Museum der Dachorganisation deutscher Skivereine soll sporthistorisches Wissen vermitteln und die Traditionspflege fördern. | Juni 2002           | Deutscher Skiverband                                   | Haus des Ski                                | weitere Bilder |      |
| Sauerlach             | Heimatmuseum Sauerlach                                               | Im alten Pfarrhof, dem Troadkasten (Getreidespeicher) aus dem 17. Jahrhundert und dem Bundwerkstadl werden ein Schulzimmer, Einrichtungsgegenstände sowie handwerkliche und bäuerliche Geräte ausgestellt.                                                           | 21. Juli 1991       | Förderverein Heimatfreunde Sauerlach e. V.             | Arget                                       | weitere Bilder |      |
| Schäftlarn            | Heimathaus Neuchl-Anwesen                                            | In einem der letzten Kleinbauernhäuser in der Gemeinde sind Räume mit ursprünglicher Funktion und Ausstattung zu sehen. | 10. Mai 1998        | Gemeinde Schäftlarn                                    | Hohenschäftlarn                             |                |      |
| Taufkirchen           | Wolfschneiderhof                                                     | Das Museum in einem Einfirsthof aus dem 18. Jahrhundert gibt Einblicke in die Lebensverhältnisse der ehemaligen Bewohner und informiert über die Geschichte der Gemeinde. Im Außenbereich ist ein Bauerngarten angelegt.                                             | 1986                | Gemeinde Taufkirchen                                   | !548.0463675511.6174875 48.046367 11.617487 | weitere Bilder |      |
| Unterföhring          | Feringer Sach                                                        | Das Museum zeigt Exponate aus der ortsgeschichtlichen und heimatkundlichen Sammlung sowie Sonderausstellungen. Einmal jährlich sind eine historische Schlosserei und das Depot geöffnet.                                                                             | 20. Mai 2000        | Museum- und Heimatverein Unterföhring e. V.            | !548.1917035511.6437445 48.191703 11.643744 | weitere Bilder |      |
| Unterhaching          | Heimatmuseum Unterhaching                                            | Das Museum informiert über den Verlauf und die Besiedelung entlang des Hachinger Bachs, die örtliche Schul- und Handwerksgeschichte und zeigt archäologische Funde aus der Region.                                                                                   | 2003                | Förderverein Unterhachinger Heimatmuseum e. V.         | !548.0611005511.6184005 48.0611 11.6184     | weitere Bilder |      |
| Unterschleißheim      | Stadtmuseum                                                          | Eine Abteilung der neu konzipierten Dauerausstellung führt anhand archäologischer Funde und ausgewählter Objekte durch die Stadtgeschichte. In der Abteilung für Kunst sind Gemälde mit regionalem Bezug zu sehen.                                                   | 23. März 1997       | Stadt Unterschleißheim                                 | Rathaus/Bürgerhaus                          |                |      |